# Zwartbles

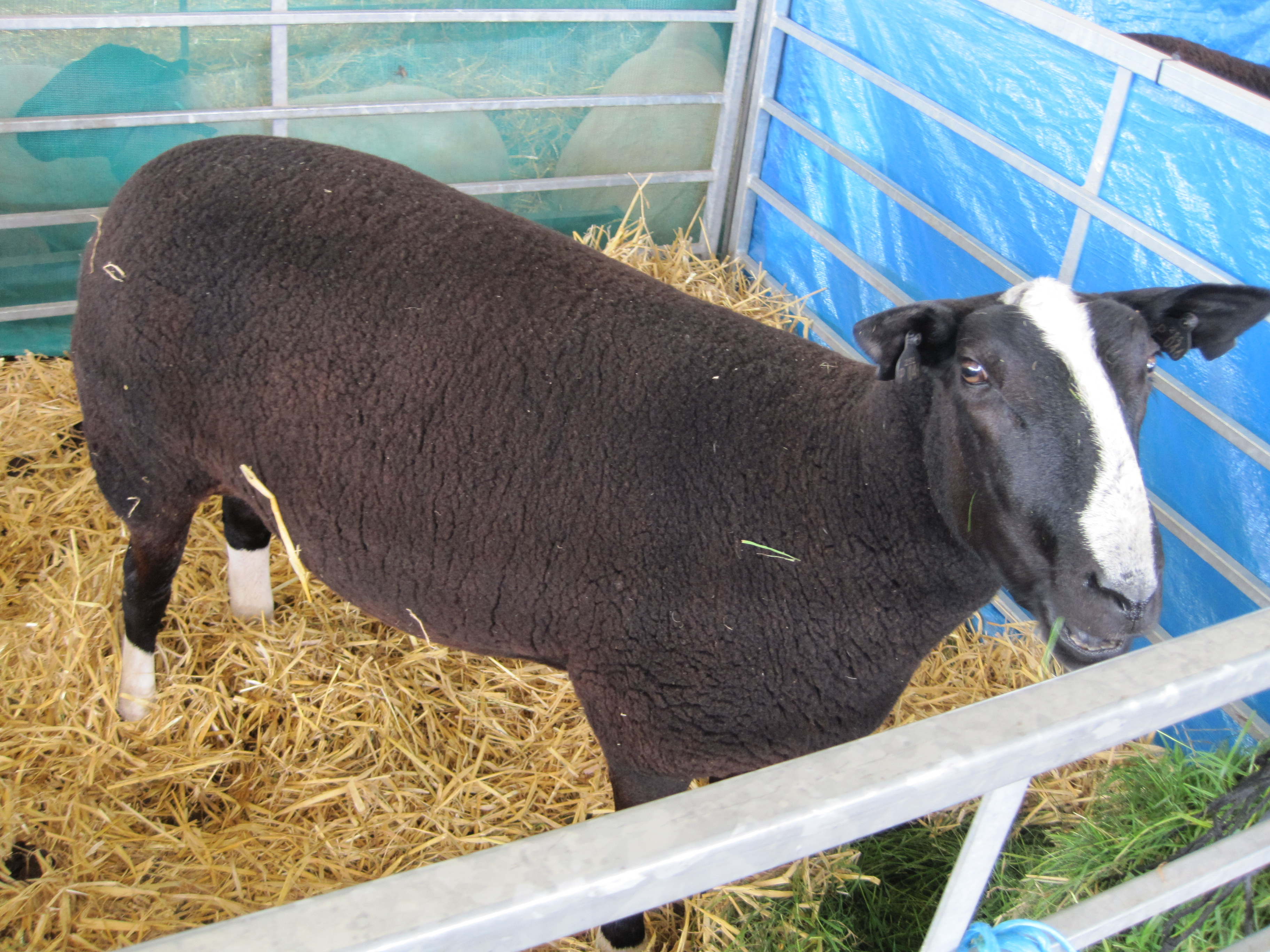

Das Zwartbles ist eine niederländische Schafrasse, die in den 1920er/1930er Jahren aus der Kreuzung von Schoonebeeker Heideschafen mit Texel- und Milchschafen gezüchtet und als verbesserter Schoonebeeker bezeichnet wurde. Zwartblesschafe sind kräftige, mittelgroße Schafe mit guter Milchleistung. Muttertiere können die häufig aus Mehrlingsgeburten stammenden Lämmer problemlos selbst aufziehen.

## Merkmale
Das Zwartblesschaf ist ein sehr großrahmiges, gut bemuskeltes Schaf mit länglichem Kopf und langen Beinen. Es ist unbehornt, hat schwarze oder braunschwarze Wolle und hat einen langen, wenig bewollten Schwanz. Das Mutterschaf erreicht eine Schulterhöhe von ca. 75 cm und ein Gewicht von 50 bis 60 kg, lt. Landesverband auch ein Gewicht von 75 bis 100 kg. Der Bock kann bei einer Höhe von 85 cm bis 130 kg schwer werden.
Der Kopf ist hornlos und der Nasenrücken gerade. Die Ohren stehen horizontal. Muttertiere haben ein gut entwickeltes Euter und eine gute Milchleistung, so dass die häufig aus Mehrlings-Geburten stammenden Lämmer problemlos aufgezogen werden können. Die Brunst ist saisonal, eine Erstzulassung im ersten Jahr bei mindestens 50 kg Lebendgewicht möglich. Das Fundament ist gut gestellt, trocken und nicht zu fein. Der Rumpf ist tief und breit. Rücken, Lenden und Keulen sind gut bemuskelt.
Typisch sind die weiße Blesse auf der Stirn, die auch namensgebend war, die weißen Füße und die weiße Schwanzspitze. Bei dieser Schafrasse wird der Schwanz nicht kupiert.

## Nutzung
Das Zwartbles zählt zu den Fleischschaf-Rassen und wird in den Niederlanden zusammen mit Milchschaf und Texelschaf zu den Weideschafen gerechnet. Die Rasse gilt als sehr leistungsbereit mit entsprechenden Ansprüchen an Haltung und Fütterung. Sie wird hauptsächlich im Hobby-Bereich gehalten.
Zwartblessen gelten als ideale Rasse für Direktvermarkter. Sie verfetten nicht, so dass Schlachtkörper von 22 bis 25 Kilogramm mit nur geringer Fettauflage produziert werden. Ihr Fleisch hat einen milden sehr feinen Geschmack. Die Lämmer sind sehr frohwüchsig und können mit Zufütterung von Kraftfutter Tageszunahmen über 400 Gramm erreichen. Bei reiner Weidehaltung mit geringer oder ohne Zufütterung von Kraftfutter erreichen sie mit vier bis acht Monaten die Schlachtreife.
Zwartblessen haben sehr gute Muttereigenschaften, leichte Geburten und verfügen bei angemessener Fütterung über genügend Milch, um auch Drillinge ohne Hilfe aufzuziehen. Bei den zwischen 1990 und 1995 im Stammbuch registrierten Geburten lag die durchschnittliche Ablammrate bei etwas mehr als zwei Lämmern pro Wurf, Drillinge waren häufiger als Einlinge. Die Wahrscheinlichkeit von Mehrlingsgeburten steigt mit dem Alter der Mutterschafe:
| Alter     | Zahl der Geburten | Durchschnittliche Anzahl Lämmer |
| --------- | ----------------- | ------------------------------- |
| Jährlinge | 3573              | 1,63                            |
| 2-jährige | 3376              | 2,09                            |
| 3-jährige | 2281              | 2,28                            |
| 4-jährige | 1404              | 2,35                            |

Beim Zwartbles-Schaf soll eine Scrapie-Resistenz genetisch fixiert werden. Um dieses Zuchtziel zu erreichen, werden seit einigen Jahren gezielt genotypisierte Böcke eingesetzt.